# Scavi archeologici di Oplonti
Per scavi archeologici di Oplonti si intende una serie di ritrovamenti archeologici appartenenti alla zona suburbana pompeiana di Oplontis, seppellita insieme a Pompei, Ercolano e Stabiae dopo l'eruzione del Vesuvio del 79: oggi l'area archeologica è situata nel centro della moderna città di Torre Annunziata e comprende una villa d'otium chiamata «di Poppea» e una villa rustica detta «B» o «di Lucius Crassius Tertius».
Le prime campagne di scavi nell'area oplontina furono effettuate prima nel '700 e poi durante la seconda metà del XIX secolo, anche se i primi scavi sistematici si sono svolti dal 1964 riportando alla luce la Villa di Poppea. Nel 1974 è stata rinvenuta la Villa di Lucius Crassius Tertius: le esplorazioni delle due strutture sono tuttavia incomplete.
Dal 1997 l'area archeologica di Torre Annunziata, insieme a quella di Pompei e di Ercolano è stata inserita nella lista dei patrimoni dell'umanità dell'UNESCO. Nel 2023 gli scavi hanno fatto registrare 50 957 visitatori.

## Storia

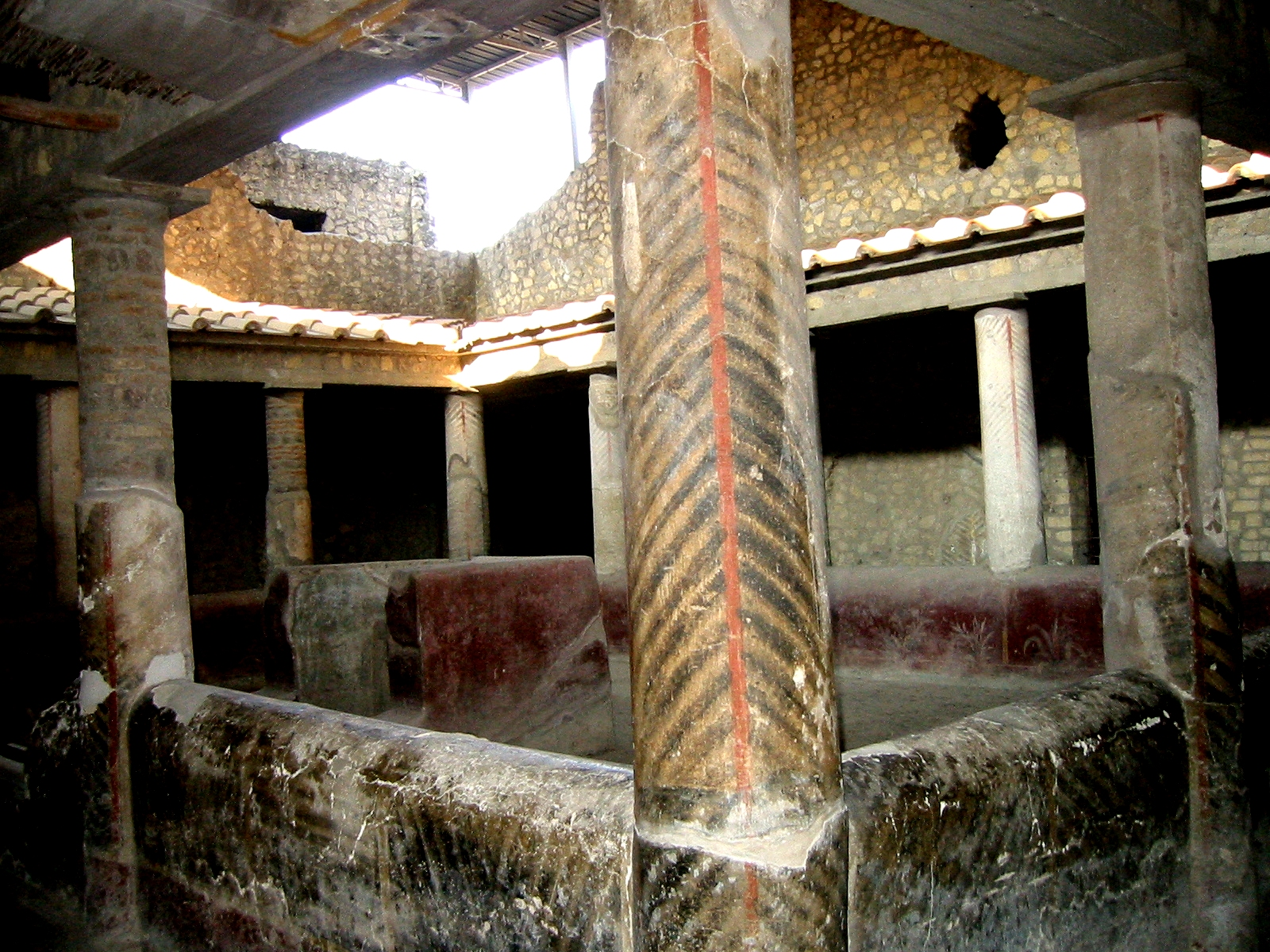
Il peristilio

I primi scavi per il recupero dell'area dove sorgeva l'antica Oplontis, un insediamento suburbano della vicina Pompei, con diverse attività commerciali e ville d'otium, seppellita durante l'eruzione del Vesuvio del 79, furono condotti per la prima volta durante il '700 da Francesco La Vega, il quale scavando un cunicolo nei pressi del canale Conte di Sarno riportò alla luce parte di una costruzione che venne denominata Villa A, in seguito Villa di Poppea: gli scavi vennero ben presto abbandonati per l'aria malsana che si respirava nella zona. Nel 1839 vennero effettuati altri scavi che riportarono alla luce il peristilio del quartiere servile della Villa A, oltre ad una fontana: per mancanza di fondi l'opera di scavo venne sospesa nel 1840 anche se, riconosciuta l'importanza del sito, i resti rinvenuti vennero acquistati dallo Stato.
Una campagna di scavi ordinata venne nuovamente iniziata nel 1964, sempre nel sito della Villa di Poppea, dove furono alzate le mura e i tetti e furono restaurati pavimenti e mosaici. Durante i lavori per lo scavo delle fondamenta di una scuola, nel 1974, a circa 250 metri dalla Villa venne alla luce un nuovo edificio su due livelli con un peristilio centrale: si tratta di una villa rustica a cui fu dato il nome di villa di Lucio Crasso Tertius o Villa B. Nei pressi di questa villa fu inoltre ritrovato un tratto di strada e diverse altre piccole costruzioni.
Nel 1997 gli scavi sono stati dichiarati patrimonio dell'umanità dall'UNESCO.

## Ville

### Villa di Poppea

#### Storia

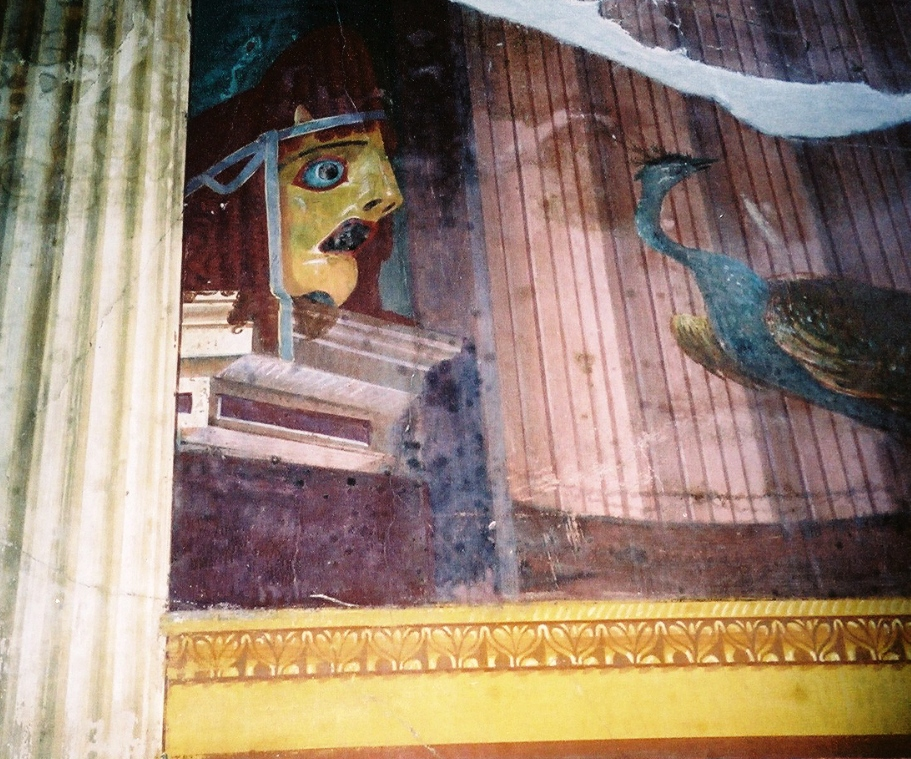
Affresco con maschera teatrale e pavone

La villa di Poppea, in un primo momento denominata «villa A», è stata scavata per la prima volta nel '700 con alterne fortune, mentre un recupero più ampio e sistematico si è avuto solo a partire dal 1968: si tratta di una villa d'otium dove comunque non mancavano sale dedicate alla produzione del vino e dell'olio. La villa, risalente al I secolo a.C. ed ampliata nel corso dell'età claudia, viene attribuita a Poppea Sabina per l'iscrizione dipinta su un'anfora, indirizzata ad un liberto della moglie di Nerone; al momento dell'eruzione del Vesuvio la villa era disabitata, forse in fase di restauro a causa del terremoto di Pompei del 62 e tutti gli oggetti sono stati ritrovati accantonati in alcune stanze. Ad oggi la costruzione non è ancora interamente scavata: l'area riportata alla luce corrisponde alla zona orientale, mentre l'ingresso principale e la zona occidentale sono ancora da recuperare ostacolati anche dalla presenza di una strada moderna ed un edificio militare.

#### Struttura
La pianta della villa è molto complessa e ancora oggi non redatta con certezza in quanto non esplorata totalmente e viene convenzionalmente divisa in quattro parti: le zone nord, sud, ovest e est. Nella parte nord è presente un ampio giardino nel quale sono state rinvenute diverse sculture in marmo ed è stato possibile ricostruire i calchi delle radici di grandi alberi, ossia degli ulivi, anche se fino a poco tempo fa si credeva potessero essere o dei melograni o degli oleandri. Nella zona sud invece si trova un altro giardino circondato da un colonnato su tre lati: sono stati oggi piantati alberi di alloro, che si pensa fossero anche presenti al momento dell'eruzione.

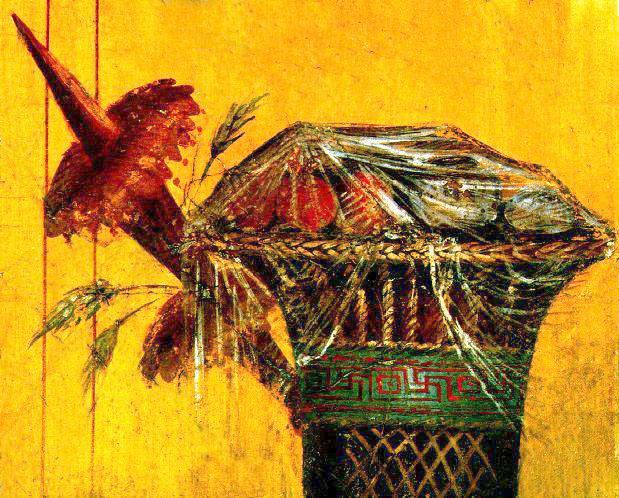
Affresco di un cestino di frutta

Nella parte ovest è presente l'atrio con un compluvium che raccoglieva l'acqua piovana nell'impluvium: le decorazioni della sala sono in secondo stile ed è molto utilizzata la tecnica del trompe l'oeil per raffigurare ambientazioni architettoniche e colonnati. La cucina presenta un banco in muratura con un ripiano sovrastante adibito a piano cottura, mentre nella parte sottostante piccoli vani con forma a semicerchio probabilmente contenevano legna da ardere; una vasca era probabilmente utilizzata per lo scarico di liquidi. Il triclinium, nella zona in cui si trovava probabilmente la mensa, è adornato con un mosaico con figure romboidali mentre nel resto della sala si riscontrano affreschi in secondo stile raffiguranti colonne dorate decorate con rampicanti: tra le decorazioni, una graziosa natura morta rappresentante un cestino con fichi. Seguono due saloni: uno aperto verso il mare con un'unica parete affrescata con rappresentazioni di un santuario di Apollo, pavoni e maschere teatrali, mentre nel secondo salone, più grande, sono rappresentati un cestino di frutta coperto da un velo semitrasparente, una coppa di vetro contenente melograni, una torta poggiata su un supporto e una maschera teatrale. La villa era dotata anche di un quartiere termale: il calidarium ha pareti affrescate in terzo stile, dove l'opera principale è il mito di Ercole nel giardino delle Esperidi; gli affreschi del tepidarium sono a fondo nero o rosso scuro, secondo quanto indicato dal quarto stile pompeiano. Nella zona ovest è inoltre presente un cubicolo dove è stato possibile ottenere i calchi della porta in legno e della finestra ed un piccolo peristilio le cui pareti sono decorate con fasce grigie e nere e dove è presente il larario decorato in quarto stile e con la trave di sostegno originale posta sopra la nicchia seppur carbonizzata.
Nella parte est della villa sono presenti due sale poste in modo speculare una all'altra: nella prima non ci sono dipinti ma solo una zoccolatura in marmo ed una pavimentazione incompleta con alcune piastrelle in marmo, segno che la villa era in ristrutturazione; la seconda sala presenta decorazioni in quarto stile. Segue una sala priva di affreschi con le pareti in bianco, rosso, giallo e nero riservata agli ospiti, un piccolo viridario con decorazioni in secondo stile raffiguranti piante, fontane ed uccelli e due saloni speculari: il primo che presenta una nicchia semicircolare nella quale era alloggiata una scultura mentre il secondo è identico al precedente con la presenza di marmi alle pareti. Nella villa è infine presente una grande piscina di 61 metri di lunghezza e 17 di larghezza, pavimentata in cocciopesto e risultava adornata ai bordi con statue di marmo, copie di epoca romana di originali greci: attorno sorgeva un prato con platani, oleandri e limoni.

### Villa di Lucius Crassius Tertius

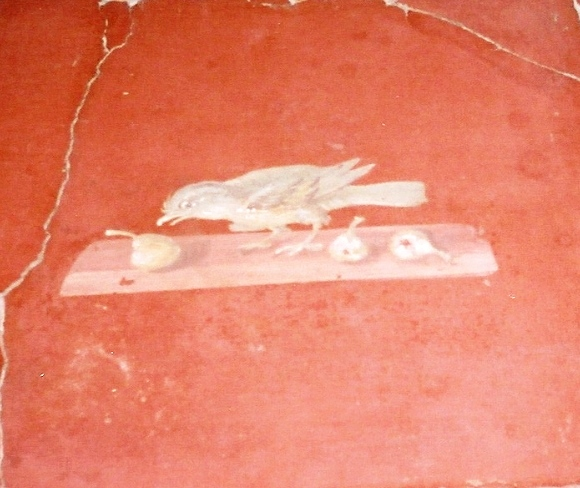
Uccello che mangia i fichi

La villa di Lucius Crassius Tertius risale al II secolo a.C. e deve il suo nome ad un sigillo in bronzo rinvenuto nell'area della costruzione, che reca proprio questo nome: scoperta nel 1974 a seguito dei lavori di costruzione di una scuola, si ritiene che sia una villa rustica, sia per il tipo di struttura sia per i reperti ritrovati. Lo scavo della villa non è ancora terminato e non è visitabile.
La villa si sviluppa intorno ad un peristilio costituito da un porticato con due ordini di colonne doriche in tufo grigio: intorno al peristilio si aprono delle stanze adibite a magazzini, dove al loro interno sono state ritrovate suppellettili, pelli, ceramica, paglia carbonizzata ed una grande quantità di melograni utilizzati per la concia delle pelli. Inoltre è stato rinvenuto anche un fornello in pietra con una pentola contenente resine di conifere, utilizzata per la manutenzione delle anfore: infatti circa 400 anfore si trovavano nella villa al momento dello scavo e con molto probabilità venivano utilizzate per la lavorazione dei prodotti agricoli e il trasporto del vino. La villa era abitata al momento dell'eruzione; infatti nelle stanze adiacenti, caratterizzate da soffitto a volta, sono stati trovati i corpi di 54 individui e nelle loro vicinanze anche gioielli e monete, sia in oro che in argento, i cosiddetti Ori di Oplontis.
Il piano superiore della villa invece era invece la zona residenziale della domus: gli ambienti sono decorati sia in quarto stile pompeiano sia in secondo con la tecnica schematizzata, risalente all'età repubblicana. Dal piano superiore proviene anche una scatoletta in legno contenente gioielli in oro ed argento, 170 monete, unguentari, stecche in osso e diversi monili: tra i gioielli si riconoscono orecchini di tipo a spicchio di sfera, a canestro con quarzi incastonati oppure pendenti con perle, collane molto lunghe con grani in oro e smeraldo, bracciali di tipo tubolare decorati con gemme e smeraldi ed anelli con gemme lisce o incise con figure di animali o divinità.
A nord della villa sono presenti alcuni edifici a due piani: si tratta probabilmente di soluzioni indipendenti dalla villa, che si affacciano direttamente sulla strada. Con molta probabilità queste costruzioni venivano usate come botteghe con abitazione al piano superiore.

### Villa di Caio Siculi
Imponente villa, scoperta durante lo scavo della trincea per la costruzione della strada ferrata in prosecuzione da Portici verso Torre Annunziata, è quella di Caio Siculi. Fu riseppellita e troncata in due per detta strada ferrata e i reperti rinvenuti furono trasportati al Museo archeologico nazionale di Napoli. Noto l'affresco raffigurante il mito di Narciso ed Eco con lo sfondo del monte Parnaso.

## Terme
Le Terme del console Marco Crasso Frugi risalgono al 64 e i ruderi sono visibili lungo la via litoranea Marconi e all'interno delle attuali Terme Vesuviane, complesso termale fondato dal generale Vito Nunziante nel 1831 sul luogo delle antiche terme.